# Hopea celebica
Hopea celebica är en tvåhjärtbladig växtart som beskrevs av William Burck. Hopea celebica ingår i släktet Hopea och familjen Dipterocarpaceae. Inga underarter finns listade i Catalogue of Life.